# 短距離走
短距離走（たんきょりそう）とは、陸上競技のうち短距離を走る競技の総称。具体的には400mまでの距離において順位や記録を競うものをいう。すべての種目で各選手は割り当てられたレーンを走る（セパレートレーン）。

## 歴史
短距離走は紀元前776年に開催された最初の古代ギリシャの祭典（古代オリンピック）のときから実施されていた。スタディオン走と呼ばれるもので約190メートルの距離をまっすぐに走る競技であった。ただし、同時代の競走種目は開催する競技場によって長さが多少異なっていたといわれている。

## 短距離走の種類

### 公式種目
100m走、200m走、400m走があり、100m走と200m走をショートスプリント、400m走をロングスプリントという。
- 100メートル競走 - 走路には100mの直走路を使用する[1]。
- 200メートル競走 - 走路は曲走路120m、直走路80mである[1]。
- 400メートル競走

### 非公式種目
- 50メートル競走
- 60メートル競走
- 100ヤード競走
- 150メートル競走
- 300メートル競走

## スタートとフィニッシュ

### スタート
スタートはクラウチングスタートと定められており、スターティングブロックを使用する。

#### スタートの方法
スタートの方法には以下のような方法がある。
ショートスタート
後足の爪先を前足の踵と平行になるようスターティングブロックを調整する。一歩目の接地は最も早い方法だが、ブロックを押し出す力は弱く、上体が起こされやすくなるのが欠点である。
ミドルスタート
後脚の膝が前足の爪先と平行になるようスターティングブロックを調整する。最もオーソドックスで一般的な方法である。
ロングスタート
後足を前足の踵から脛骨までの長さ以上に後ろに引いた状態でスターティングブロックを調整する。一歩目の接地が他に比べて遅くなるといった欠点がある。

#### 不正出発（フライング）
2002年までは同一選手が2度不正出発したとき失格とされていた。その後、2009年までは1回目いずれかの選手に不正出発があったときは全員に対して警告を行い、2回目のスタート時に不正出発を行った選手を失格としていた。2010年からは1回目から不正出発を行った選手は失格としている。
主要大会ではスターティングブロックへの不正スタート発見装置の取り付けが義務付けられておりスタートの号砲から0.1秒未満で反応した選手を検出できるようになっている。

### フィニッシュ

#### フィニッシュの判定
フィニッシュは決勝線（ゴールライン）にトルソー（頭、首、腕、手を除いた胴体部）が到達した時と定められている。厳密には5cm幅のフィニッシュラインのスタート側線端に選手のトルソーが到達した時をフィニッシュとしている。

#### フィニッシュの方法
フィニッシュの方法には以下のような方法がある。
ディップ
ゴール前の最後の一歩の蹴り上げに合わせて両腕を後方に引きつけて上体を前に突き出すようにフィニッシュする方法。
シュラッグ
ゴール前の最後の一歩の蹴り上げに合わせて肩をひねるように上体を傾けながらフィニッシュする方法。
走り抜け
ゴール前に特別の動作を行うことなく疾走フォームを維持したまま走り抜ける方法。

## 追い風参考記録
短距離走の公式種目のうち100m走と200m走では追い風が2.0m/sを超えると追い風参考記録となる。
追い風2.0/sの判定基準は100m走の場合はピストル合図から10秒間を基準とする。200m走の場合は先頭の選手が直走路に入ってから10秒間を基準とする。

## 世界大会における日本人メダリスト
- オリンピック、ユースオリンピック、世界選手権、世界室内選手権、世界ジュニア選手権、世界ユース選手権、ユニバーシアードにおける日本人メダリストを記載。
- 大会の年齢区分：ユース（18歳未満）、ジュニア（20歳未満）、学生（28歳未満）。

### 100メートル競走
| 年   | 大会               | 年齢区分 | 開催地       | 選手                             | メダル | 記録          |
| ---- | ------------------ | -------- | ------------ | -------------------------------- | ------ | ------------- |
| 1965 | ユニバーシアード   | 学生     | ブダペスト   | 飯島秀雄                         | 金     | 10秒1 (+5.0)  |
| 2009 | ユニバーシアード   | 学生     | ベオグラード | 江里口匡史                       | 銅     | 10秒33 (-0.7) |
| 2010 | ユースオリンピック | ユース   | シンガポール | 梨本真輝                         | 銀     | 10秒51 (+0.1) |
| 2011 | 世界ユース選手権   | ユース   | リール       | 大瀬戸一馬                       | 銀     | 10秒52 (-0.3) |
| 2013 | ユニバーシアード   | 学生     | カザン       | 山縣亮太                         | 銀     | 10秒21 (+0.5) |
| 2014 | 世界ジュニア選手権 | ジュニア | ユージーン   | 桐生祥秀                         | 銅     | 10秒34 (-0.6) |
| 2014 | ユースオリンピック | ユース   | 南京         | 大嶋健太                         | 銀     | 10秒57 (-0.5) |
| 2015 | 世界ユース選手権   | ユース   | カリ         | サニブラウン・アブデル・ハキーム | 金     | 10秒28 (-0.4) |

| 年   | 大会             | 年齢区分 | 開催地       | 選手       | メダル | 記録          |
| ---- | ---------------- | -------- | ------------ | ---------- | ------ | ------------- |
| 2009 | ユニバーシアード | 学生     | ベオグラード | 髙橋萌木子 | 銀     | 11秒52 (-0.3) |

### 200メートル競走
| 年   | 大会               | 年齢区分 | 開催地       | 選手                             | メダル | 記録          |
| ---- | ------------------ | -------- | ------------ | -------------------------------- | ------ | ------------- |
| 2003 | 世界選手権         | シニア   | パリ         | 末續慎吾                         | 銅     | 20秒38 (+0.1) |
| 2005 | ユニバーシアード   | 学生     | イズミル     | 髙平慎士                         | 銀     | 20秒93 (+1.1) |
| 2007 | ユニバーシアード   | 学生     | バンコク     | 神山知也                         | 銅     | 20秒97 (+0.2) |
| 2010 | 世界ジュニア選手権 | ジュニア | モンクトン   | 飯塚翔太                         | 金     | 20秒67 (+0.5) |
| 2010 | ユースオリンピック | ユース   | シンガポール | 本間圭祐                         | 銀     | 21秒27 (+0.4) |
| 2013 | ユニバーシアード   | 学生     | カザン       | 飯塚翔太                         | 銅     | 20秒33 (+2.4) |
| 2015 | 世界ユース選手権   | ユース   | カリ         | サニブラウン・アブデル・ハキーム | 金     | 20秒34 (-0.4) |

### 400メートル競走
| 年   | 大会               | 年齢区分 | 開催地       | 選手     | メダル | 記録   |
| ---- | ------------------ | -------- | ------------ | -------- | ------ | ------ |
| 1997 | 世界室内選手権     | シニア   | パリ         | 苅部俊二 | 銅     | 45秒76 |
| 2000 | 世界ジュニア選手権 | ジュニア | サンティアゴ | 石川慎二 | 銅     | 45秒77 |
| 2005 | ユニバーシアード   | 学生     | イズミル     | 山口有希 | 銅     | 46秒15 |
| 2009 | ユニバーシアード   | 学生     | ベオグラード | 金丸祐三 | 金     | 45秒68 |
| 2014 | 世界ジュニア選手権 | ジュニア | ユージーン   | 加藤修也 | 銀     | 46秒17 |